# 2012年ロンドンオリンピックのトルコ選手団
2012年ロンドンオリンピックのトルコ選手団（2012ねんロンドンオリンピックのトルコせんしゅだん）は、2012年7月27日から8月12日にかけてイギリスの首都ロンドンで開催された2012年ロンドンオリンピックのトルコ選手団、およびその競技結果。

## 概要
今大会は金メダル1個、銀メダル1個、銅メダル1個の合計3個のメダルを獲得した。

## メダル
| メダル | 選手名             | 競技       | 種目                              |
| ------ | ------------------ | ---------- | --------------------------------- |
| 金     | セルベト・タゼグル | テコンドー | 男子68kg級                        |
| 銀     | ヌル・タタル       | テコンドー | 女子67kg級                        |
| 銅     | リザ・カヤルプ     | レスリング | 男子グレコローマンスタイル120kg級 |